# Sankyo Frontier Kashiwa Stadium
Sankyo Frontier Kashiwa Stadium – stadion piłkarski w mieście Kashiwa w Japonii. Może pomieścić 15 349 widzów. Obiekt został otwarty w 1985 roku. Swoje spotkania rozgrywa na nim drużyna Kashiwa Reysol.